# Peter Tishler
Peter Verveer Tishler, MD (18 juillet 1937 - 18 janvier 2021) est chercheur en génétique humaine et maladies orphelines, éducateur et clinicien, en particulier dans les domaines des maladies génétiques, notamment la polykystose rénale, la maladie pulmonaire obstructive chronique, la Maladie de Fabry, et les porphyries.

## Biographie
Tishler est né le 18 juillet 1937 à Boston, Massachusetts de Max Tishler et Elizabeth M. Verveer, et grandit dans la New Jersey. Il est décédé le 18 janvier 2021 à Watertown, New York,,.
Tishler fréquente les écoles publiques et le Harvard College où il se spécialise en biochimie. Il rédige sa thèse principale sur la carboxypeptidase, dans le laboratoire de CJ Fu au Jimmy Fund, et obtient son diplôme avec distinction en 1959.
Tishler fréquente la Yale School of Medicine et obtient son diplôme en 1962. Pendant son séjour à Yale, Tishler commence à travailler avec le Thorndike Memorial Laboratory du Boston City Hospital de 1963 à 1977.
William B. Castle (en), découvreur du facteur intrinsèque, le présente à Sidney H. Ingbar avec qui Tishler commence à travailler sur les actions métaboliques de l'hormone thyroïdienne. Maxwell Finland contribue aux travaux scientifiques et cliniques de Tishler. L'intérêt de Tishler pour la génétique nait de ses recherches en laboratoire sur l'étude de la fonction thyroïdienne chez les patients atteints de phénylcétonurie.
Pendant la Guerre du Viêt Nam, Tishler travaille comme officier du service de santé publique aux National Institutes of Health. Dans les années suivantes, il poursuit ses travaux de laboratoire de base, mais s'intéresse également à la génétique et à la médecine en termes de population et d'épidémiologie. Il participe également à des études familiales sur l'hypertension dans l'un des premiers centres de santé communautaires aux États-Unis, le East Boston Neighborhood Health Center.